# Землетрясение на Австрало-Антарктическом поднятии (2010)
Землетрясение магнитудой 6,5 произошло 10 ноября 2010 года в 04:05:24 (UTC) на Австрало-Антарктическом поднятии, в 1996,1 км к востоку-северо-востоку от научно-технической станции Порт-о-Франсе (Французские Южные и Антарктические территории). Гипоцентр землетрясения располагался на глубине 10,0 км.
В результате землетрясения сообщений о жертвах и разрушениях не поступало.

## Тектонические условия региона
Австралия и Антарктида были соседями до распада Гондваны в меловом периоде, и сейчас несколько сопряжённых тектонических структур существуют по обе стороны от Юго-Восточного Индийского хребта (Австрало-Антарктическое поднятие). На юго-западе Австралии во время мезопротерозойского столкновения между австралийским кратоном Йилгарн и антарктическим кратоном Моусон образовался Олбани-Фрейзерский ороген. Континентальный фундамент подводного плато Натуралист также связан с этим тектоническим процессом. Разлом Дарлинг на западном побережье Австралии имеет возможное продолжение под антарктическим ледником Денмана. Архейские и палеопротерозойские породы в сдвиговой зоне милонитов Калиньяла на полуострове Эйр (Австралия), совпадают с породами, найденными на Земле Адели и на востоке Земли Уилкса в Антарктиде. Разломы в Тасмании, Виктории и северной части Земли Виктории были идентифицированы как кембрийские останки зоны субдукции, существовавшей у восточной окраины Гондваны.
Австралия и Антарктида распались примерно 110 млн лет назад, но спрединг в Юго-Восточном Индийском хребте впервые начался в эоцене (40 млн лет назад), когда горячая точка Кергелен отделила плато Брокен от остальной части Кергеленского плато. С тех пор Юго-Восточный Индийский хребет мигрирует на северо-восток и в настоящее время находится в 1400 км от горячей точки Кергелен. Горячая точка Амстердам — Сен-Поль изначально находилась под Австралией, а цепь подводных гор соединяла её с южной оконечностью Восточно-Индийского хребта, то есть эта горячая точка, вероятно, способствовала формированию Восточно-Индийского хребта, а затем и Юго-Восточного Индийского хребта.
Появление Южного океана началось к западу от Австралии около 100 млн лет назад, откуда он распространился на восток со скоростью около 2 см/год. Этот рифтинг не был результатом взаимодействия горячих точек, поскольку он происходил в более холодных слоях, чем обычная мантия. Первоначально расширение океанического дна было чрезвычайно медленным, около 4–12 мм/год в течение периода 96–45 млн лет назад, после чего оно ускорилось до 30–35 мм/год.